# Ayaka Takahashi
Ayaka Takahashi (高橋 礼華?, Takahashi Ayaka; Kashihara, 19 aprile 1990) è una giocatrice di badminton giapponese vincitrice della medaglia d'oro a Rio de Janeiro 2016 nel doppio femminile, in coppia con Misaki Matsutomo.

## Palmarès
- Olimpiadi

Rio de Janeiro 2016: oro nel doppio femminile.
- Giochi asiatici

Incheon 2014: argento nel doppio femminile e bronzo a squadre femminile.
- Campionati asiatici di Badminton

Wuhan 2016: oro nel doppio femminile.
Hyderabad 2016: argento a squadre femminile.